# Cséby Géza
Cséby Géza (Keszthely, 1947. január 7. –) magyar író, költő, műfordító, irodalomtörténész, művelődéskutató.

## Élete
Cséby Géza Keszthelyen született 1947. január 7-én, Cséby Géza és Waroczewska Halina gyermekeként. 1972-ben a budapesti Pénzügyi és Számviteli Főiskolán, 1983-ban az ELTE BTK Népművelés Szakán szerzett diplomát. Doktori (PhD) értekezését "Gróf Festetics György helye a magyar művelődéstörténetben" címmel a Szegedi Tudományegyetemen védte meg.
Közel 30 évig, 1979-től 2008-ig volt a keszthelyi Goldmark Károly Művelődési Központ és Szabadtéri Színház igazgatója. 1993-tól 2018-ig a Hévíz művészeti és művelődési folyóirat olvasószerkesztője. 2003 és 2010 között a Magyar Jövő, 2007-től a Pannon Tükör folyóiratok szerkesztőbizottságának tagja. Egyik alapítója a Csokonai Vitéz Mihály Irodalmi és Művészeti Társaságnak (1993), valamint a Simándy József Baráti Társaságnak (1997). 2019 és  2024 között a Lengyel Köztársaság  tiszteletbeli konzulja Keszthelyen.
Mintegy 300 tanulmány, publicisztikai cikk szerzője, több kötet szerkesztője. Tanulmányai elsősorban a felvilágosodás és a reformkor irodalmához, művelődéstörténetéhez kapcsolódnak. Lengyel műfordító. Műfordításainak felhasználásával Balázs Árpád zeneszerző írt kórusműveket. Gyermekverseit az Énekmondó Együttes zenésítette meg.
A magyar és lengyel kapcsolatok ápolásában kiemelkedő szerepet játszik. Neki köszönhető, többek közt, a Stary Sączban, Piwniczna-Zdrójban  és  Marcinkowiceben felavatott magyar-lengyel vonatkozású emléktáblák  megvalósítása. Számos magyar-lengyel rendezvény szervezője, kivitelezője. A magyar kultúra lengyelországi és a lengyel kultúra magyarországi megismertetésében elévülhetetlen szerepet játszik.

## Magánélete
1984-ben házasságot kötött Szigeti Erikával. Két gyermekük született; Géza (1985) és Katalin (1988).

## Tagságai
- Magyar Írószövetség
- Berzsenyi Dániel Irodalmi és Művészeti Társaság
- Csokonai Vitéz Mihály Irodalmi és Művészeti Társaság
- Magyar Irodalomtörténeti Társaság
- Szép Magyar Beszédért Alapítvány (elnök)
- Keszthely Város Köztéri Alkotásaiért Alapítvány (elnök)
- Lengyel-Magyar Piłsudski Történelmi Társaság
- Cyprian Kamil Norwid Irodalmi Társaság

## Művei, műfordításai
Önálló kötetei
- A könnyek íze. Lengyel költők és írók. (műfordítás, 1994)
- Ákombák (gyermekversek, 1995)
- Száztíz esztendő. Adatok a keszthelyi ipartestület történetéhez. (1996)
- Póni ette makaróni (gyermekversek, 1999)
- A keszthelyi zsidóság története 1699-1999 (társszerző, 1999)
- Dukai Takács Judit a Balaton-vidék egyik korai tájleírója (2002)
- Eltékozolt ajándék/Zmarnowane dary, Lengyel költők kisantológiája. (kétnyelvű, műfordítás, 2003)
- Ábécé. Móra Ferenc emlékének. (gyermekversek, 2003)
- Az égbolt hajfonatai/Warkocze niebios. XX. századi lengyel költők. (kétnyelvű, műfordítás, 2003)
- A „Goldmark”. 55 éves a keszthelyi Goldmark Károly Művelődési Központ és Szabadtéri Színház. (2008)
- Sors-címerkép. Mozaikok egy család XIX. és XX. századi történetéből. (2009)
- A csend visszhangjai. Lengyel költők a XX. és XXI. század fordulóján. (műfordítás, 2010)
- Portret rodzinny. Burzliwe losy moich polskich i węgierskich przodków. (2011)
- Jak podanie ręki / Kézfogás. (kétnyelvű, műfordítás, 2013)
- Vasárnapi koncert / Niedzielny koncert (verseskötet, 2014)
- A. V. de Thracy: Napok áttetsző léptei / Les limpides avancées des heures (kétnyelvű, műfordítás, 2016)
- A Keszthelyi Helikon. Gróf Festetics György szerepe a magyar művelődéstörténetben. (2017)
- Andrzej Grabowski: Sajtkukacka Manó kalandjai. (műfordítás, 2021)
- Sona Van: A sivatag ibrettója Összegyűjtött versek (műfordítás, 2022)
- Dariusz Tomasz Lebioda: A Central park kövei Válogatott versek (műfordítás, 2022)
- Przeminęło lato. Wiersze nowe i wybrane. (Elmúlt a nyár. Versek lengyel nyelven, 2024)

## Díjai, elismerései
- Kiváló Idegenvezető (1974)
- Bessenyei György-díj (1998)
- Lengyel Köztársaság Érdemrendjének Lovagkeresztje (2000)
- Zalai Közművelődésért-díj (2001)
- Az Év Lengyele / Polonus Roku  (2003)
- Magyar Köztársasági Ezüst Érdemkereszt (2004)
- Pro Cultura Keszthely (2005)
- Piwniczna-Zdrój díszpolgára (2006)
- Lengyel Köztársaság Érdemrendjének Tisztikeresztje (2006)
- Lengyel Kultúráért kitüntetés (2007)
- Keszthely Városért-díj (2008)
- Szandeci Ezüst Alma-díj (2008)
- Fehér Mária-díj (2008)
- Pro Patria kitüntetés (2012)
- Stary Sącz Város és Környékének Arany Jelvénye (2015)
- Szeretet-díj (2017)
- Keszthely Város Díszpolgára (2019)
- Alfred Kowalkowski-díj (2020)
- Szent László-díj (2021)
- Ószandec Becsület Érdemérme (2022)
- Pannon Tükör-díj (2022)
- Balaton Akadémiai Emlékérem (2023)
- Pro Cultura Minoritatum Hungariae-díj (2024)

## Külső hivatkozások
- http://www.bornemisza.at/zeitung/BecsiPosta_2009_7.pdf%5B%5D
- http://www.kaczorowska.com/index.php?numer=5&nr=2&idkr=25%5B%5D
- http://www.infor.pl/monitor-polski,rok,2006,nr,50/poz,536,postanowienie-prezydenta-rzeczypospolitej-polskiej-o-nadaniu-orderow.html%5B%5D
- https://web.archive.org/web/20110228155637/http://www.piwniczna.pl/pl/36166/0/Honorowi_Obywatele_Miasta.html
- http://www.mfa.gov.hu/kum/hu/bal/Aktualis/1956_2006/lengyelorszag.htm Archiválva 2011. október 22-i dátummal a Wayback Machine-ben
- https://web.archive.org/web/20160305223204/http://www.btk.elte.hu/file/irok_koltok_muforditok.pdf
- https://web.archive.org/web/20160304195324/http://www.starosadeckie.info/wydarzenia/geza-cseby-uhonorowany-zlota-odznaka-za-zaslugi-dla-miasta-i-gminy-stary-sacz/